# World Rubik's Cube Championship 1982
Il World Rubik's Cube Championship 1982 è stata la prima competizione ufficiale di speedcubing riconosciuta, la cui unica gara consisteva nel risolvere nel minor tempo possibile il Cubo di Rubik. Si svolse a Budapest in Ungheria, paese di nascita dell'inventore Ernő Rubik. La competizione vide sfidarsi 19 speedcubers da altrettanti paesi. Al tempo il metodo di risoluzione più usato il corners first. Nei 21 anni successivi alla competizione, non fu svolta alcuna competizione ufficiale.

## Classifica
La competizione prevedeva l'utilizzo della modalità Best of 3, ovvero veniva preso in considerazione il tempo migliore dopo tre tentativi di risoluzione per ciascun concorrente.
| Posizione | Persona                 | Tempi             | Record |
| --------- | ----------------------- | ----------------- | ------ |
| 1         | Minh Thai               | 27.16 22.95 27.97 | WR     |
| 2         | Guus Razoux Schultz     | 24.32 31.51 26.15 | ER     |
| 3         | Zoltán Lábas            | 24.49 27.58 28.21 | NR     |
| 4         | Lars Petrus             | 35.42 33.11 24.57 | NR     |
| 5         | Ken'ichi Ueno           | 27.56 27.90 24.91 | AsR    |
| 6         | Jerome Jean-Charles     | 27.87 31.18 25.06 | NR     |
| 7         | Julian Chilvers         | 30.59 25.95 27.46 | NR     |
| 8         | Duc Trinh               | 37.44 26.63 36.09 | NR     |
| 9         | Giuseppe Romeo          | 34.23 41.75 28.11 | NR     |
| 10        | Jessica Fridrich        | 31.49 29.11 33.20 | NR     |
| 11        | Eduardo Valdivia Chacon | 34.91 29.62 30.01 | SaR    |
| 12        | Luc Van Laethem         | 32.92 34.98 29.73 | NR     |
| 13        | Jozsef Borsos           | 36.75 35.33 30.02 | NR     |
| 14        | Roland Brinkmann        | 34.80 30.59 32.32 | NR     |
| 15        | Jari Sandqvist          | 31.17 DNF 31.56   | NR     |
| 16        | Manuel Galrinho         | 40.74 48.67 37.11 | NR     |
| 17        | Piotr Sebenski          | 44.40 37.50 40.86 | NR     |
| 18        | Svilen Tenev            | 51.88 47.29 47.35 | NR     |
| 19        | Josef Trajber           | 50.16 54.93 58.99 | NR     |

WR = Record del mondo

ER = Record europeo

AsR = Record asiatico

Sar = Record sudamericano

AfR = Record africano

AuR = Record oceanico

NR = Record nazionale

DNF = Risoluzione del cubo non completata